# 乃古东日追
乃古东日追，位于西藏自治区拉萨市城关区夺底乡洛欧村，是一座藏传佛教格鲁派女尼寺院。

## 简介
沿拉萨市夺底乡一路北上，便可到达夺底乡洛欧村的乃古东日追。
1698年，乃古东日追由夏庆・郎卡坚参创建。据说，此处曾是五世达赖指定的拉萨朝佛路线中的第一站朝佛地点。该寺主供帕巴鲁格西饶佛，护法神尊尼玛旬奴。原来该寺是一座喇嘛寺院，后来该寺与乃朗日追交换了住处，改为女尼的寺庙。历史上该寺鼎盛时期有女尼40人。1989年，经城关区夺底乡人民政府批准，旦达等人主持修复该寺。到2012年，该寺占地面积1300平方米。2012年，乃古东日追共有27名编制内的女尼，全寺女尼平均年龄40岁。乃古东日追有管理委员会，2012年时，乃古东日追管理委员会主任是阿旺。
2011年，城关区人民政府财政投资10万元人民币，为该寺女尼们兴建了澡堂及温室大棚。寺管会自城关区农牧局技术人员处要来菜种，指导女尼试种蔬菜。此后，女尼们在温室中种出了萝卜、白菜、馬鈴薯等蔬菜，可保障女尼们自给自足。